# Промислове підприємство
Промислове підприємство (також цех) — комплекс будівель і обладнання разом із територією, де ведеться виробнича діяльність, пов'язана з механічним, фізичним або хімічним перетворенням матеріалу, речовини або їх складових частин у новий продукт.
Воно може бути самостійним підприємством або бути частиною більшого підприємства. Як правило, це окрема виробнича установа (завод, фабрика і т. ін.).
Згідно з ДСТУ 2960-94 — «Статутний суб'єкт, який має право юридичної особи та здійснює виробництво і реалізацію продукції певних видів з метою одержання відповідного прибутку»